# Urfejdebrev
Ett urfejdebrev är ett brev varigenom parterna i en pågående konflikt avtalar om att denna skall upphöra, och hämnd ej skall utkrävas. Ett flertal urfejdebrev är kända från svensk medeltid, till exempel det varigenom Karl Nilssons arvingar 1381 ger Bo Jonsson (Grip) "ena rætta och witra orfeegdh (urfejd)" efter dråpet på den förstnämnde. 
Motsatsen till urfejdebrev är fejdebrev som innehåller en krigsförklaring eller utmaning.